# Midea frontirufa
Midea frontirufa là một loài bướm đêm trong họ Noctuidae.